# Tampons en cheveux de Cherokee
Tampons en cheveux de Cherokee (Cherokee Hair Tampons en version originale) est le sixième épisode de la quatrième saison de la série animée South Park, ainsi que le 54e épisode de l'émission.

## Synopsis
Kyle est très malade des reins. Sous les conseils de Sharon, Sheila fait appel à une guérisseuse. Sentant que la vieille femme n'est qu'un charlatan, Stan cherche à sauver Kyle en consultant un vrai médecin. Malheureusement, le seul donneur possible est Cartman et celui-ci réclame dix millions de dollars en échange d'un de ses précieux reins. Pendant ce temps, Garrison, renvoyé de son poste d'instituteur, se reconvertit en romancier et se redécouvre.